# 卡皮 (加利福尼亞州格倫縣)
卡佩（英語：Capay）是位於美國加利福尼亞州格伦縣的一個非建制地區。該地的面積和人口皆未知。

## 地理
卡佩的座標為39°47′48″N 122°05′04″W / 39.79667°N 122.08444°W，而該地的平均海拔高度為57米（即187英尺）。